# Liste der Baudenkmäler in Amerang

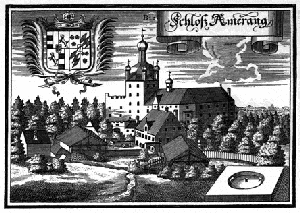
Wening: Schloss Amerang

Auf dieser Seite sind die Baudenkmäler in der oberbayerischen Gemeinde Amerang zusammengestellt. Diese Tabelle ist eine Teilliste der Liste der Baudenkmäler in Bayern. Grundlage ist die Bayerische Denkmalliste, die auf Basis des Bayerischen Denkmalschutzgesetzes vom 1. Oktober 1973 erstmals erstellt wurde und seither durch das Bayerische Landesamt für Denkmalpflege geführt wird. Die folgenden Angaben ersetzen nicht die rechtsverbindliche Auskunft der Denkmalschutzbehörde.

## Baudenkmäler nach Ortsteilen

### Amerang
| Lage                                                      | Objekt                                                        | Beschreibung | Akten-Nr.              | Bild                                   |
| --------------------------------------------------------- | ------------------------------------------------------------- | --- | ---------------------- | -------------------------------------- |
| Bahnlinie Bad Endorf - Obing; Totenmannsgraben (Standort) | Viadukt der Bahnlinie Bad-Endorf-Obing                        | Stampfbeton-Konstruktion mit sieben Bögen, 1908, Brückenkrone 1950 verändert | D-1-87-113-68          | Viadukt der Bahnlinie Bad-Endorf-Obing |
| Bahnhofstraße 7 (Standort)                                | Sogenannter Poststadel, ehemaliger Ökonomietrakt mit Wohnteil | Zweigeschossiger langgestreckter Satteldachbau mit Kniestock, mit Bundwerkteilen des 19. Jahrhunderts, am nördlichen Giebelfeld Malerei von A. Rottenburger, 1936 | D-1-87-113-1 Wikidata  | BW                                     |
| Frabertshamer Straße 3 (Standort)                         | Ehemaliges Bauernhaus                                         | Zweigeschossiger Satteldachbau mit Kniestock, Wohnteil mit Putzgliederungen, ehemaliger Wirtschaftsteil mit Bundwerk, bezeichnet mit „1846“ | D-1-87-113-4 Wikidata  | BW                                     |
| Kirchweg 5 (Standort)                                     | Ehemaliges Bauernhaus                                         | Zweigeschossiger Satteldachbau mit hohem Kniestock und verbrettertem Tennenteil, um 1850/60, im Kern möglicherweise älter | D-1-87-113-61 Wikidata | BW                                     |
| Nähe Bahnhofstraße (Standort)                             | Kapelle                                                       | Massiver Satteldachbau mit Giebelnische und Putzgliederung, in neugotischer Formensprache, 2. Hälfte 19. Jahrhundert; mit Ausstattung | D-1-87-113-2 Wikidata  | BW                                     |
| Postweg 4 (Standort)                                      | Ehemaliger Gasthof Post                                       | Zweigeschossiger Satteldachbau, straßenseitig mit versetztem zweiten Giebel und Putzgliederung, bezeichnet mit „1865“, im Kern vermutlich älter | D-1-87-113-6 Wikidata  | BW                                     |
| Wasserburger Straße 8 (Standort)                          | Katholische Pfarrkirche St. Rupertus                          | Im Kern spätgotische Saalkirche mit eingezogenem Chor und Spitzhelmturm, Tuffsteinquaderbau 1367 vollendet, nach 1476 Anbau des südlichen Seitenschiffs, im 18. Jahrhundert barockisiert, Turmhelm von 1866, 1958/59 Erweiterung nach Westen, restauriert 1985–87; mit Ausstattung | D-1-87-113-9 Wikidata  | weitere Bilder                         |

### Asham
| Lage                 | Objekt         | Beschreibung                                                                 | Akten-Nr.              | Bild |
| -------------------- | -------------- | ---------------------------------------------------------------------------- | ---------------------- | ---- |
| Asham 9 a (Standort) | Bundwerkstadel | Mit Flachsatteldach, erste Hälfte 19. Jahrhundert, Anbau der Tenne nach 1854 | D-1-87-113-21 Wikidata | BW   |

### Durrhausen
| Lage                    | Objekt     | Beschreibung | Akten-Nr.              | Bild |
| ----------------------- | ---------- | --- | ---------------------- | ---- |
| Durrhausen 4 (Standort) | Stadel     | Flachsatteldachbau mit Bundwerk über massivem Erdgeschoss, Mitte 19. Jahrhundert | D-1-87-113-22 Wikidata | BW   |
| Durrhausen 9 (Standort) | Bauernhaus | Stattliche Einfirstanlage, zweigeschossiger Satteldachbau mit Kniestock, Bänderung, Hochlaube und geschnitzten Balkenköpfen, um 1860/70, quer angeschlossener Wirtschaftsteil, um 1921 Kapelle, verputzter Schopfwalmdachbau mit Putzgliederung, wohl 18. Jahrhundert; mit Ausstattung, um 1985 hierher transloziert | D-1-87-113-23 Wikidata | BW   |

### Englstetten
| Lage                                                  | Objekt         | Beschreibung | Akten-Nr.              | Bild |
| ----------------------------------------------------- | -------------- | --- | ---------------------- | ---- |
| Englstetten 11, im Innern des Bauernhauses (Standort) | Kruzifix       | Aus Holz, farbig gefasst, 17. Jahrhundert | D-1-87-113-72          | BW   |
| Englstetten 13 (Standort)                             | Bundwerkstadel | Satteldachbau mit integriertem Getreidekasten in Blockbauweise, bezeichnet mit „1795“, 1988 aus Hebertsham, Gemeinde Eiselfing, hierher transferiert, westlicher Teil modern | D-1-87-113-24 Wikidata | BW   |

### Evenhausen
| Lage                                            | Objekt                            | Beschreibung | Akten-Nr.              | Bild           |
| ----------------------------------------------- | --------------------------------- | --- | ---------------------- | -------------- |
| Chiemgaustraße 9 (Standort)                     | Blockbau-Obergeschoss             | Mit (ergänzter) umlaufender Laube und Dachstuhl eines ehemaligen Wohnstallhauses mit Flachsatteldach, bezeichnet mit „1736“; aus Kronberg, Markt Gars a. Inn, Landkreis Mühldorf a. Inn, 1988–90 transferiert und unter Wiederverwendung historischer Ausbaudetails in maßgetreu ergänzten Wohnhausbau integriert | D-1-87-113-63 Wikidata | weitere Bilder |
| Chiemgaustraße 27; Chiemgaustraße 25 (Standort) | Katholische Pfarrkirche St. Peter | Spätgotischer Saalbau mit einseitig eingezogenem Chor, 1470, um 1720 Barockisierung und Anbau der Sakristei, 1976 verlängert; mit Ausstattung Friedhofskapelle, Zeltdachbau, bezeichnet mit „1700“; mit Ausstattung Friedhofsmauer, wohl 18. Jahrhundert                                                          | D-1-87-113-25 Wikidata | weitere Bilder |
| Chiemgaustraße 39 (Standort)                    | Bauernhaus                        | Einfirsthof, zweigeschossiger Massivbau mit Satteldach, Kniestock und traufseitiger Laube, bezeichnet mit „1846“, nach Westen verlängert 1862, ausgebaut um 1890 | D-1-87-113-64 Wikidata | weitere Bilder |

### Feichten
| Lage                  | Objekt                   | Beschreibung | Akten-Nr.              | Bild |
| --------------------- | ------------------------ | --- | ---------------------- | ---- |
| Feichten 1 (Standort) | Stadel des Dreiseithofes | Zweigeschossiger Satteldachbau mit zwei Tennetoren, Unterbau und Ostgiebel massiv, an der Südseite reiches Bundwerk, bezeichnet mit „1865“ | D-1-87-113-65 Wikidata | BW   |

### Freinberg
| Lage                   | Objekt | Beschreibung | Akten-Nr.              | Bild |
| ---------------------- | ------ | --- | ---------------------- | ---- |
| Freinberg 1 (Standort) | Stadel | Zweigeschossiger Satteldachbau mit Blockbau- und Bundwerk-Obergeschoss über gemauertem Erdgeschoss, 1844, mit überbautem Getreidekasten, zweite Hälfte 18. Jahrhundert | D-1-87-113-26 Wikidata | BW   |

### Froitshub
| Lage                   | Objekt                    | Beschreibung | Akten-Nr.              | Bild |
| ---------------------- | ------------------------- | --- | ---------------------- | ---- |
| Froitshub 1 (Standort) | Bauernhaus                | stattliche Einfirstanlage, zweigeschossiger Flachsatteldachbau mit Kniestock, aus unverputztem Bruchsteinmauerwerk, Erdgeschoss und Stall mit Gewölben, Firstpfette bez. 1878 | D-1-87-113-73          | BW   |
| Froitshub 3 (Standort) | Wohnteil des Bauernhauses | Zweigeschossiger massiver Satteldachbau mit Kniestock Stadel, Satteldachbau mit Bundwerk, gemauertes Erdgeschoss mit Remise, Mitte 19. Jahrhundert                            | D-1-87-113-27 Wikidata | BW   |

### Hamberg
| Lage                          | Objekt     | Beschreibung | Akten-Nr.              | Bild |
| ----------------------------- | ---------- | --- | ---------------------- | ---- |
| Stacherdinger Feld (Standort) | Hofkapelle | Massiver Satteldachbau mit Vorhalle, Putzgliederung und Dachreiter, neuromanisch, zweite Hälfte 19. Jahrhundert; mit Ausstattung | D-1-87-113-28 Wikidata | BW   |

### Hinterholzmühle
| Lage                         | Objekt     | Beschreibung                                                                                       | Akten-Nr.              | Bild |
| ---------------------------- | ---------- | -------------------------------------------------------------------------------------------------- | ---------------------- | ---- |
| Hinterholzmühle 2 (Standort) | Brechhütte | Gemauerter einseitig abgeschleppter Satteldachbau mit Bundwerkgiebel, erste Hälfte 19. Jahrhundert | D-1-87-113-29 Wikidata | BW   |

### Hopfgarten
| Lage                    | Objekt                                | Beschreibung | Akten-Nr.              | Bild                                  |
| ----------------------- | ------------------------------------- | --- | ---------------------- | ------------------------------------- |
| Hopfgarten 2 (Standort) | Ehemaliger Bundwerkstadel             | Ehem. Stadel, eingeschossiger Satteldachbau mit Bundwerk und eingebautem Getreidekasten in Blockbauweise, 1808, gemauerter Stall Mitte des 20. Jh.; aus Bergham, Gde. Griesstätt, Lkr. Rosenheim | D-1-87-113-15 Wikidata | Ehemaliger Bundwerkstadel             |
| Hopfgarten 2 (Standort) | Ehemaliges Brechelbad                 | Brechelbad, zweigeschossiger Satteldachbau mit Blockbauteil, Bruchsteinwänden und Bundwerkobergeschoss über zurückspringendem Erdgeschoss, um 1800; aus Mühlberg, Gemeinde Amerang, Landkreis Rosenheim | D-1-87-113-17 Wikidata | Ehemaliges Brechelbad                 |
| Hopfgarten 2 (Standort) | Ehemalige Sägmühle                    | Eingeschossiger, verbretterter Ständerbau mit Satteldach, um 1800, Wasserrad und Antriebstechnik erneuert; transloziert aus Gemeinde Schnaitsee, Landkreis Traunstein | D-1-87-113-19 Wikidata | Ehemalige Sägmühle                    |
| Hopfgarten 2 (Standort) | Bienenhaus                            | Holzbau mit Kreuzdach und Türmchen, erbaut 1889; aus Elchering, Gemeinde Steinhöring, Landkreis Ebersberg | D-1-87-113-16 Wikidata | Bienenhaus                            |
| Hopfgarten 2 (Standort) | Ehemaliger Getreidekasten             | Zweigeschossiger Satteldachbau in Blockbauweise mit Bretterlaube, wohl um 1600; aus Boinham, Markt Tüßling, Landkreis Altötting | D-1-87-113-14 Wikidata | Ehemaliger Getreidekasten             |
| Hopfgarten 2 (Standort) | Ehemaliges Kleinbauernhaus            | Erdgeschossiger Mittertennbau in Blockbauweise mit Satteldach, 1567, Tennentor und Haustür bezeichnet mit 1680; aus Gessenhausen, Gemeinde Taching am See, Landkreis Traunstein | D-1-87-113-13 Wikidata | Ehemaliges Kleinbauernhaus            |
| Hopfgarten 2 (Standort) | Ehemaliger Stadel eines Vierseithofes | Zweigeschossiger Sattelbau mit Bundwerk-Obergeschoss, 1847; aus Kirchweidach, Landkreis Altötting | D-1-87-113-10 Wikidata | Ehemaliger Stadel eines Vierseithofes |
| Hopfgarten 2 (Standort) | Ehemalige Straßenschmiede             | Zweigeschossiger massiver Satteldachbau mit traufseitigem Bundwerk, um 1830; aus Burgkirchen an der Alz, Landkreis Altötting | D-1-87-113-11 Wikidata | Ehemalige Straßenschmiede             |
| Hopfgarten 2 (Standort) | Ehemaliger Vierseithof                | Zweigeschossiges Wohnstallhaus, Mitterstubenhaus, mit Satteldach und Blockbau-Obergeschoss, 1803, Kuhstall mit Satteldach und Bundwerkobergeschoss, erste Hälfte 19. Jahrhundert, Bundwerkstadel mit Satteldach und Riegelwänden im Erdgeschoss, 1825, Hütte mit Satteldach und Blockbauoberteil, 18./19. Jahrhundert; aus Bernöd, Gemeinde Schnaitsee, Landkreis Traunstein | D-1-87-113-18 Wikidata | Ehemaliger Vierseithof                |
| Hopfgarten 2 (Standort) | Ehemaliges Kleinbauernhaus            | Einfirstanlage, zweigeschossiger Satteldachbau, Wohnteil in Blockbauweise mit Bretterlaube und Giebelbundwerk, 1671, Wirtschaftsteil 1930 nachgebaut; aus Schnapping, Stadt Laufen, Landkreis Berchtesgadener Land - "Bartlhof" im Bauernhausmuseum Amerang | D-1-87-113-12 Wikidata | Ehemaliges Kleinbauernhaus            |

### Kirchensur
| Lage                             | Objekt                                    | Beschreibung | Akten-Nr.              | Bild                                      |
| -------------------------------- | ----------------------------------------- | --- | ---------------------- | ----------------------------------------- |
| Schnaitseer Straße 9 (Standort)  | Katholische Filialkirche St. Bartholomäus | Spätgotischer Saalbau mit leicht eingezogenem Chor und Nordturm, 14./15. Jahrhundert, im 17. Jahrhundert und 1756 umgestaltet; mit Ausstattung Mit Friedhofsummauerung | D-1-87-113-30 Wikidata | Katholische Filialkirche St. Bartholomäus |
| Schnaitseer Straße 21 (Standort) | Stadel (Südflügel des Dreiseithofes)      | Zweigeschossiger Satteldachbau mit traufseitigem Bundwerk und bemalten Pfettenköpfen, bezeichnet mit „1857“, im Kern wohl älter                                        | D-1-87-113-35 Wikidata | BW                                        |

### Linden
| Lage                                                          | Objekt     | Beschreibung                                                        | Akten-Nr.              | Bild |
| ------------------------------------------------------------- | ---------- | ------------------------------------------------------------------- | ---------------------- | ---- |
| Flur Linden, südöstlich der Haus-Nr. 1 am Waldrand (Standort) | Hofkapelle | Massivbau mit Krüppelwalmdach, bezeichnet mit 1878; mit Ausstattung | D-1-87-113-36 Wikidata | BW   |

### Locking
| Lage                 | Objekt | Beschreibung | Akten-Nr.              | Bild |
| -------------------- | ------ | --- | ---------------------- | ---- |
| Locking 1 (Standort) | Stadel | Südlicher Teil des zweigeschossigen Flachsatteldachbaus, teils massiv verputzt, teils Blockbau, teils Bundwerk, teils verbretterter Ständerbau, am Giebel bezeichnet mit 1843, im Kern wohl älter | D-1-87-113-66 Wikidata | BW   |

### Mais
| Lage               | Objekt                                          | Beschreibung | Akten-Nr.              | Bild |
| ------------------ | ----------------------------------------------- | --- | ---------------------- | ---- |
| Mais (Standort)    | Bildstock                                       | Kalksteinstele mit Laterne, bezeichnet mit „1860“                                                                                                   | D-1-87-113-51 Wikidata | BW   |
| Mais 2 (Standort)  | Bauernhaus                                      | Flachsatteldachbau, Wohnteil zweigeschossiger Blockbau und zum Teil Massivbau, verputzt, Wirtschaftsteil mit Bundwerk, erste Hälfte 18. Jahrhundert | D-1-87-113-38 Wikidata | BW   |
| Mais 7 (Standort)  | Zugehörig kleiner Stadel                        | Einseitig abgeschleppter Satteldachbau mit Bundwerk über gemauertem Erdgeschoss und Bemalung, bezeichnet mit „1763“                                 | D-1-87-113-39 Wikidata | BW   |
| Mais 19 (Standort) | Historische Ausstattung in modernem Kapellenbau | | D-1-87-113-37 Wikidata | BW   |

### Meilham
| Lage                                   | Objekt                              | Beschreibung | Akten-Nr.              | Bild |
| -------------------------------------- | ----------------------------------- | --- | ---------------------- | ---- |
| 30 m östlich von Haus Nr. 3 (Standort) | Bildstock                           | Granitpfeiler, 16./17. Jahrhundert                                                                                                 | D-1-87-113-41 Wikidata | BW   |
| Meilham 5 (Standort)                   | Katholische Filialkirche St. Petrus | Saalbau mit leicht eingezogenem Chor und Dachreiter mit Zwiebelhaube, erbaut um 1480–90, Umbauten 17. Jahrhundert; mit Ausstattung | D-1-87-113-40 Wikidata | BW   |

### Mitterwies
| Lage                | Objekt    | Beschreibung | Akten-Nr.              | Bild |
| ------------------- | --------- | --- | ---------------------- | ---- |
| Achen 34 (Standort) | Wasserrad | Unterschlächtiges, eisernes Wasserrad der Sägmühle und Quertrakt zur Bedienung der Wasserzufuhr, offene Holzkonstruktion, Ende 19. Jahrhundert | D-1-87-113-20 Wikidata | BW   |

### Mühlberg
| Lage                  | Objekt                    | Beschreibung | Akten-Nr.              | Bild |
| --------------------- | ------------------------- | --- | ---------------------- | ---- |
| Mühlberg 7 (Standort) | Wohnteil des Bauernhauses | Zweigeschossiger Flachsatteldachbau mit Blockbau-Obergeschoss, Hochlaube und zweiseitig umlaufender Laube, 18. Jahrhundert | D-1-87-113-42 Wikidata | BW   |

### Oberratting
| Lage                      | Objekt                              | Beschreibung | Akten-Nr.              | Bild           |
| ------------------------- | ----------------------------------- | --- | ---------------------- | -------------- |
| Oberratting 14 (Standort) | Ehemaliges Bauernhaus               | Zweigeschossiger Satteldachbau mit Blockbau-Obergeschoss, Giebelbundwerk und umlaufender Laube, zweite Hälfte 17. Jahrhundert | D-1-87-113-43 Wikidata | BW             |
| Oberratting 15 (Standort) | Bundwerkstadel                      | Mit gemauertem Erdgeschoss, Flachsatteldach und eingebautem Getreidekasten, erste Hälfte 19. Jahrhundert | D-1-87-113-44 Wikidata | BW             |
| Schloß 1 (Standort)       | Schloss Amerang                     | Unregelmäßig polygonale, mehrgeschossige Anlage mit innerem dreigeschossigem Arkadenhof, Erkern und Dachreitern, im Kern mittelalterlich, Umgestaltung zweite Hälfte 16. Jahrhundert durch die Scaliger, Renovierung 1995–99, im Ostflügel Schlosskapelle St. Georg mit Altarerker, spätgotisch, geweiht 1513; mit Ausstattung Burggraben mittelalterlich | D-1-87-113-8 Wikidata  | weitere Bilder |
| Schloßplatz 2 (Standort)  | Wohnhaus, ehemaliges Hofrichterhaus | Zweigeschossiger verputzter Satteldachbau mit Erdgeschossgewölben, 18. Jahrhundert | D-1-87-113-62 Wikidata | BW             |

### Osendorf
| Lage                                                 | Objekt                      | Beschreibung                                                                                          | Akten-Nr.              | Bild |
| ---------------------------------------------------- | --------------------------- | --- | ---------------------- | ---- |
| Dunkelmoosfeld, nördlich der Bundesstraße (Standort) | Zugehörige Brechhütte       | Frackdachbau mit Bundwerk und Klaubsteinmauerwerk, 1839, erneuert 1973                                | D-1-87-113-46 Wikidata | BW   |
| Osendorf 3 (Standort)                                | Hofkapelle (Lourdeskapelle) | Kleiner massiver Satteldachbau mit eingezogenem Chor, um 1900; mit Ausstattung; zu Haus Nr. 3 gehörig | D-1-87-113-47 Wikidata | BW   |

### Pfaffing
| Lage                   | Objekt                     | Beschreibung                                                                | Akten-Nr.              | Bild |
| ---------------------- | -------------------------- | --------------------------------------------------------------------------- | ---------------------- | ---- |
| Pfaffing 18 (Standort) | Ehemaliges Kleinbauernhaus | Zweigeschossiger Flachsatteldachbau, Wirtschaftsteil mit Bundwerk, vor 1812 | D-1-87-113-48 Wikidata | BW   |

### Seeleiten
| Lage                   | Objekt  | Beschreibung                                                             | Akten-Nr.              | Bild |
| ---------------------- | ------- | ------------------------------------------------------------------------ | ---------------------- | ---- |
| Seeleiten 3 (Standort) | Kapelle | Massivbau mit Satteldach, Neubau nach 1948; mit historischer Ausstattung | D-1-87-113-49 Wikidata | BW   |

### Stephanskirchen
| Lage                                                         | Objekt                                | Beschreibung | Akten-Nr.              | Bild |
| ------------------------------------------------------------ | ------------------------------------- | --- | ---------------------- | ---- |
| Meßnerfeld, nördlich des Ortes an der Kreisstraße (Standort) | Wegkreuz                              | Granitstele mit gusseisernem Kruzifix und Schmerzensmutter, spätes 19. Jahrhundert | D-1-87-113-71 Wikidata | BW   |
| Oberndorffer Straße 6 (Standort)                             | Katholische Pfarrkirche St. Stephan   | Saalbau mit spätgotischem, wenig eingezogenem Chor und Turm, Weihe 1518, Sakristei von 1813, Turmoberbau von 1864, Regotisierung 1893; mit Ausstattung Friedhofsmauer, wohl 18. Jahrhundert | D-1-87-113-50 Wikidata | BW   |
| Oberndorffer Straße 16 (Standort)                            | Teile des ehemaligen Hofmarkschlosses | Mauerwerk und rundbogiges Türgewände, wohl erste Hälfte 16. Jahrhundert, um 1966 in Wohnhaus integriert                                                                                     | D-1-87-113-52 Wikidata | BW   |

### Thalham
| Lage                            | Objekt | Beschreibung | Akten-Nr.              | Bild |
| ------------------------------- | ------ | --- | ---------------------- | ---- |
| Thalham 9; Thalham 7 (Standort) | Stadel | Flachsatteldachbau mit Hochtenne, gemauertem Erdgeschoss und reicher Bundwerkfront, zweites Viertel 19. Jahrhundert Zugehörig kleiner freistehender Traidkasten, Satteldachbau in Block- und Massivbauweise, 18. Jahrhundert | D-1-87-113-53 Wikidata | BW   |

### Ullerting
| Lage                    | Objekt     | Beschreibung | Akten-Nr.              | Bild |
| ----------------------- | ---------- | --- | ---------------------- | ---- |
| Ullerting 11 (Standort) | Bauernhaus | Zweigeschossiger Satteldachbau mit Blockbau-Obergeschoss über massivem Erdgeschoss, mit Bundwerk, Giebellaube und Hochlaube, zweite Hälfte 18. Jahrhundert | D-1-87-113-54 Wikidata | BW   |

### Unterratting
| Lage                       | Objekt | Beschreibung                                                                         | Akten-Nr.              | Bild |
| -------------------------- | ------ | ------------------------------------------------------------------------------------ | ---------------------- | ---- |
| Unterratting 16 (Standort) | Stadel | Bundwerkstadel, Flachsatteldachbau mit gemauertem Erdgeschoss, bezeichnet mit „1857“ | D-1-87-113-55 Wikidata | BW   |

### Vorderholzmühle
| Lage                         | Objekt    | Beschreibung | Akten-Nr.              | Bild |
| ---------------------------- | --------- | --- | ---------------------- | ---- |
| Vorderholzmühle 1 (Standort) | Bauernhof | Parallelhof, Wohnstallhaus, zweigeschossiger Satteldachbau mit profilierten Balkenköpfen und Traufbundwerk, zweites Viertel 19. Jahrhundert Stadel, zweigeschossiger Satteldachbau mit Bundwerk über Klaubsteinsockel, viertes Viertel 18. Jahrhundert, zweites Viertel 19. Jahrhundert nach Osten verlängert | D-1-87-113-56 Wikidata | BW   |

### Wimpasing
| Lage                                      | Objekt                | Beschreibung | Akten-Nr.              | Bild |
| ----------------------------------------- | --------------------- | --- | ---------------------- | ---- |
| Nähe Wimpasing, bei Haus Nr. 1 (Standort) | Bildstock             | Steinsäule mit eisernem Kruzifix, zweite Hälfte 19. Jahrhundert | D-1-87-113-60 Wikidata | BW   |
| Nähe Wimpasing; Wimpasing 5 (Standort)    | Ehemaliges Bauernhaus | Einfirstanlage, zweigeschossiger Satteldachbau, Wohnteil mit Blockbau-Obergeschoss und Giebelbundwerk, Wirtschaftsteil mit Bundwerk, zweite Hälfte 18. Jahrhundert | D-1-87-113-59 Wikidata | BW   |
| Wimpasing 1 (Standort)                    | Getreidekasten        | Obergeschoss in Blockbauweise über teilweise gemauertem Erdgeschoss, Ende 16. Jahrhundert, in Stadel integriert                                                    | D-1-87-113-58 Wikidata | BW   |

## Ehemalige Baudenkmäler
In diesem Abschnitt sind Objekte aufgeführt, die noch existieren und früher einmal in der Denkmalliste eingetragen waren, jetzt aber nicht mehr.

| Lage                                       | Objekt                          | Beschreibung                                                     | Akten-Nr.              | Bild |
| ------------------------------------------ | ------------------------------- | ---------------------------------------------------------------- | ---------------------- | ---- |
| Amerang Forellenweg 8 (Standort)           | Bundwerk                        | Am ehemaligen Bauernhaus reiches Bundwerk, Mitte 19. Jahrhundert | D-1-87-113-3 Wikidata  | BW   |
| Kirchensur Hauptstraße 11 (Standort)       | Rotmarmorstein                  | Spätgotisch, als Trittstein, vor der Tür des Gasthauses          | D-1-87-113-31 Wikidata | BW   |
| Kirchensur Hauptstraße 11 (Standort)       | Zuhaus zum Gasthaus             | Mit Krüppelwalmdach, erste Hälfte 19. Jahrhundert                | D-1-87-113-32 Wikidata | BW   |
| Kirchensur Schnaitseer Straße 6 (Standort) | Geschnitzte Haustüre            | Mitte 19. Jahrhundert                                            | D-1-87-113-33 Wikidata | BW   |
| Kirchensur Schnaitseer Straße 7 (Standort) | Zuhaus zum Traunsteiner-Anwesen | In die Friedhofsmauer eingestellt, erste Hälfte 19. Jahrhundert  | D-1-87-113-34 Wikidata | BW   |